# Geraldo Lapenda
Geraldo Calábria Lapenda (Nazaré da Mata, 6 de dezembro de 1925 — Recife, 19 de dezembro de 2004) foi um filólogo e professor universitário brasileiro.

## Vida

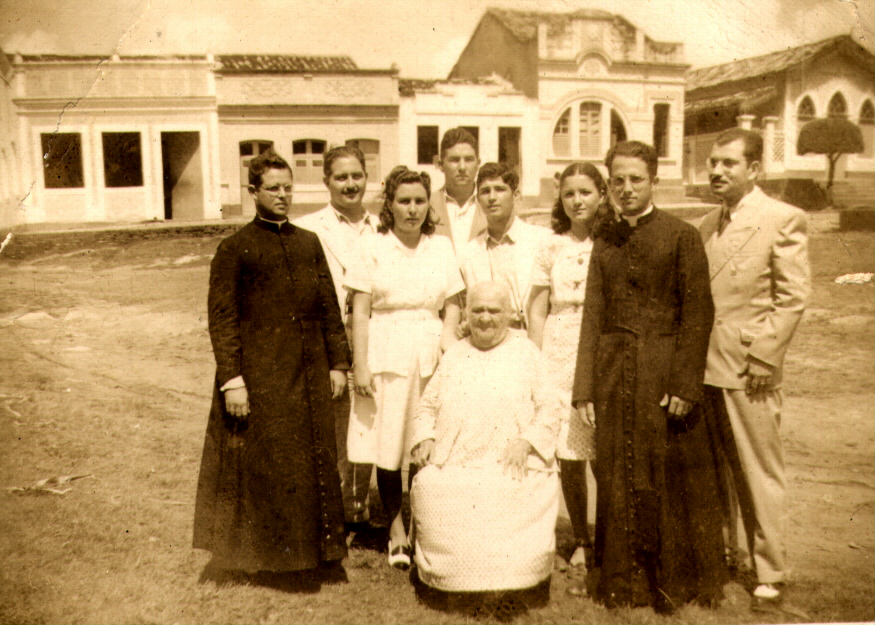
Em Nazaré da Mata, com seus irmãos e a avó materna (1946)

Filho de José Spinelli Lapenda (Pepino) e Anna Calábria Lapenda, era o quinto de sete irmãos: Feliciano (Padre Lapendinha), José, Maria da Conceição (Ceça), Pascoal (Lito), Maria Ângela e Francisco de Assis, já falecidos. Após seus estudos menores em Nazaré da Mata, foi para o Rio de Janeiro, aos onze anos de idade, para prosseguir seus estudos no Seminário Arquidiocesano de São José, onde, além de seus estudos regulares em Humanidades (1937-1943), fez o curso de Filosofia (1944-1946), com especialização em língua grega, grego-bíblico e língua hebraica.
Na Pontifícia Universidade Gregoriana, em Roma, cursou Teologia no Pontifício Colégio Pio Brasileiro, ali ingressando em novembro de 1946, mas não o concluindo e retornando ao Brasil em março de 1948. Seu sonho, então, era a advocacia, mas os anos de seminário o conduziriam, não por sua vontade, mas pela legislação educacional vigente, à Faculdade de Filosofia, Ciências e Letras "Manuel da Nóbrega", da Universidade Católica de Pernambuco, onde se graduou no bacharelado (1949-1951) e na licenciatura (1952) em Letras neolatinas.
Tinha início sua vida de magistério e, como professor da recém-criada Faculdade de Filosofia de Pernambuco, que futuramente integraria a Universidade do Recife, hoje Universidade Federal de Pernambuco, veio a conhecer a sua esposa, Maria Clementina Barros Lapenda, com quem se casou em 20 de dezembro de 1952, passando juntos 52 anos, completados no dia do seu sepultamento.
Dessa união, três filhos: Ana Lúcia, Marcos José e Marcelo Lapenda.
Conseguiu, ainda, realizar o seu antigo sonho, graduando-se em Direito pela Universidade Católica de Pernambuco (1968-1972), mas pouco advogou, tão somente durante dois anos. O "vício" do magistério já o havia tomado.
Em 1965, obteve uma bolsa para, no Uruguai, fazer o curso de Tipologia Linguística, no 1º Instituto Linguístico Latino-Americano (dezembro/1965 a janeiro/1966), promovido pelo PILEI - Programa Interamericano de Linguística e Ensino de Idiomas.
Doutorou-se em Letras pela Universidade Federal de Pernambuco, obtendo o título de livre docente em Linguística, mediante aprovação em concurso de títulos e provas, com a defesa de sua tese Aspectos Fonéticos do Falar Nordestino (1977).
Geraldo faleceu aos 79 anos, em Recife, no dia 19 de dezembro de 2004, um domingo.

## Atividades docentes e administrativas

### Ensino fundamental e médio
- Colégio Israelita de Pernambuco (latim e inglês)
- Colégio Leão XIII (latim, inglês e francês)
- Colégio Salesiano do Sagrado Coração (latim, inglês e espanhol)
- Colégio das Damas da Instrução Cristã (português, inglês, filosofia da educação e direito e legislação – havendo ali lecionado por quase trinta anos)
- Instituto de Educação de Pernambuco (a Escola Normal, para o qual submeteu-se, e foi aprovado, ao seu primeiro concurso de Cátedra, em 1952, defendendo a tese O Condicional no Sistema Verbal Latino, veio a ministrar latim e português)
- Colégio Santa Maria (inglês)
- Ginásio Pernambucano (Colégio Estadual de Pernambuco), para o qual, após aprovação em concurso de títulos e provas (defendendo a tese Tendência do Latim ao Analitismo), foi nomeado para a Cátedra de Latim, em 1957, disciplina que lecionou até a sua retirada da grade curricular na década de 1970. Igualmente foi professor de português e inglês, bem como vice-diretor (1956/1961), diretor (1961), membro da Congregação e do Conselho Técnico-Administrativo (1968/1974), deixando seus quadros tão-somente em 1983, ao se aposentar

### Ensino superior
Foi fundador do Curso de Letras da Faculdade de Filosofia de Pernambuco da Universidade do Recife (atual Departamento de Letras da Universidade Federal de Pernambuco) e era Professor Titular de Língua e Literatura Grega, ministrando, ainda, aula nas seguintes disciplinas: língua e literatura italiana (para a qual foi nomeado Professor Assistente - 1950-1955), língua e literatura latina, língua portuguesa (no curso de Medicina – 1973-1976), indo-europeu (cursos extraordinários promovidos pelo Diretório Acadêmico da então denominada Faculdade de Filosofia de Pernambuco – 1954/1955), métrica greco-latina (curso de Especialização em Teoria da Literatura – 1973), fonética geral e análise fonológica (curso de Mestrado em Letras) e filologia românica histórica (curso de Doutorado em Letras).
Na Faculdade de Filosofia do Recife (FAFIRE), no seu Curso de Letras (1972-1980), lecionou língua latina, língua portuguesa, filologia românica, língua e literatura italiana e língua inglesa e, no seu Curso de Geografia, língua tupi.
Na Universidade Católica de Pernambuco lecionou língua e literatura italiana (1953-1958).
Lecionou, ainda, métrica greco-latina no Seminário Arquidiocesano de Olinda e Recife (1958/1960).

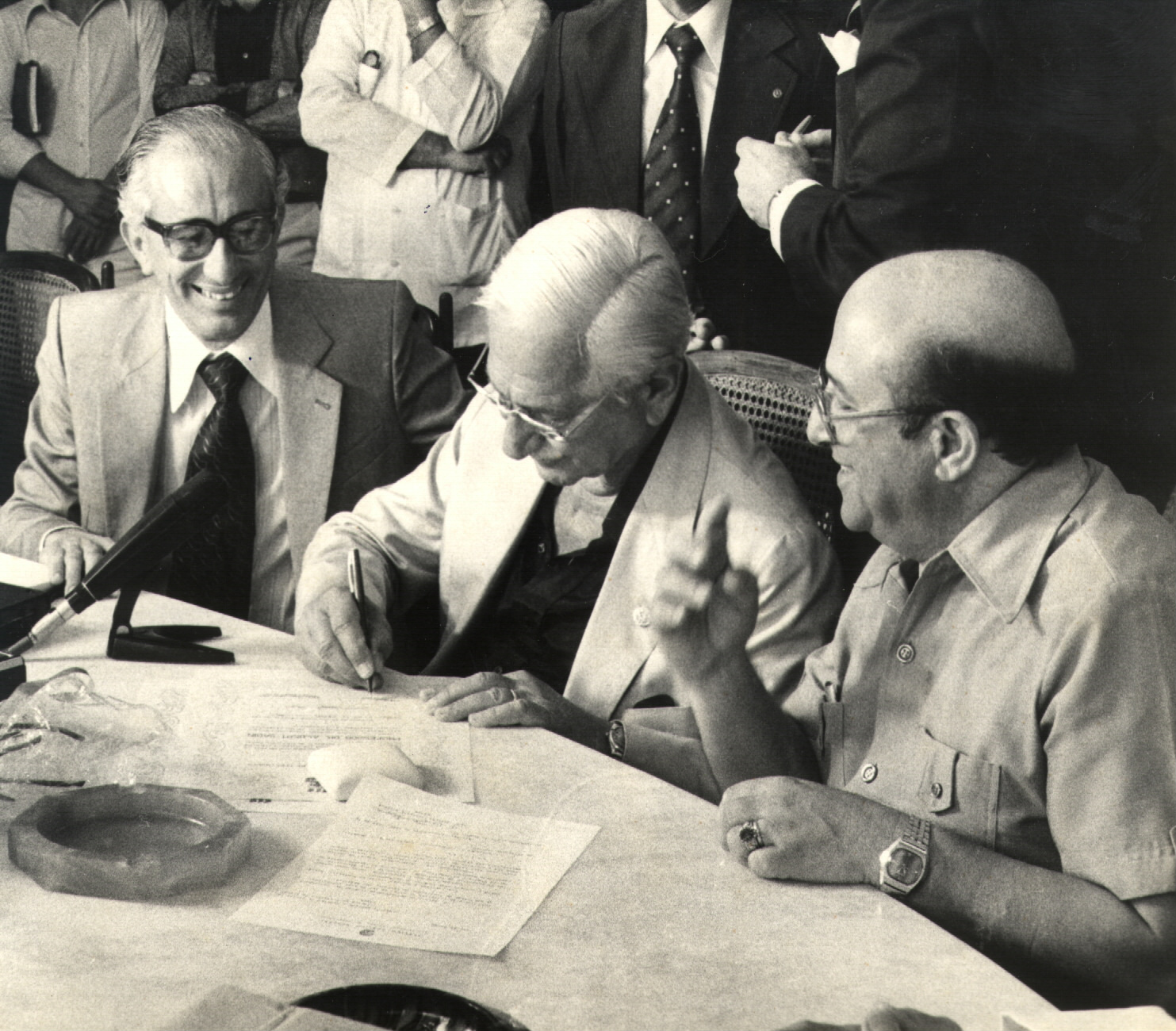
Vice-reitor da UFPE, na entrega de medalha ao cientista Albert Sabin (centro), juntamente com o reitor, Geraldo Lafayette Bezerra (1980)

Na Universidade Federal de Pernambuco exerceu cargos administrativos, havendo sido eleito e nomeado chefe do Departamento de Letras (1976/1978), reeleito por unanimidade (1978/1980), e vice-reitor (1980/1984), havendo assumido o exercício do cargo de reitor, em março de 1983, com o afastamento do titular por motivo de doença e posterior falecimento, até a posse no novo reitor, em novembro do mesmo ano.
Integrou ainda a lista sêxtupla para indicação do cargo de vice-reitor (1971) e de reitor (1983), sendo nesta última o mais votado. Igualmente foi membro de inúmeros órgãos colegiados.
Foi coordenador do Curso de Letras da então Faculdade de Filosofia de Pernambuco (1965-1967) e subchefe pro tempore do Departamento de Letras do então Instituto de Letras (1969).
Na Faculdade de Filosofia do Recife (FAFIRE), foi chefe do Departamento de Letras (1975-1976).
Fez parte, ainda, da comissão organizadora do 1º Congresso Brasileiro de Crítica e História Literária (1960), realizado no Recife; o Conselho de Ciência e Tecnologia de Pernambuco e o Conselho Deliberativo do Centro de Desenvolvimento Empresarial de Pernambuco (1983); as comissões regionais de Educação e de Energia da Superintendência do Desenvolvimento do Nordeste (SUDENE) e o Grande Júri do Prêmio Moinho Santista. E, no período de 1990/1994, na qualidade de representante das instituições de ensino superior, o Conselho Consultivo da Escola Técnica Federal de Pernambuco, hoje denominada Instituto Federal de Educação, Ciência e Tecnologia de Pernambuco.
Participou ativamente da fundação da Associação Brasileira de Linguística (ABRALIN), na qual chegou a integrar o seu primeiro Conselho Diretor, fomentando outras atividades de âmbito nacional e local e, ainda, foi consultor científico da Fundação de Apoio ao Desenvolvimento da Universidade Federal de Pernambuco (FADE-UFPE).

## Escritos e realizações

### Publicações

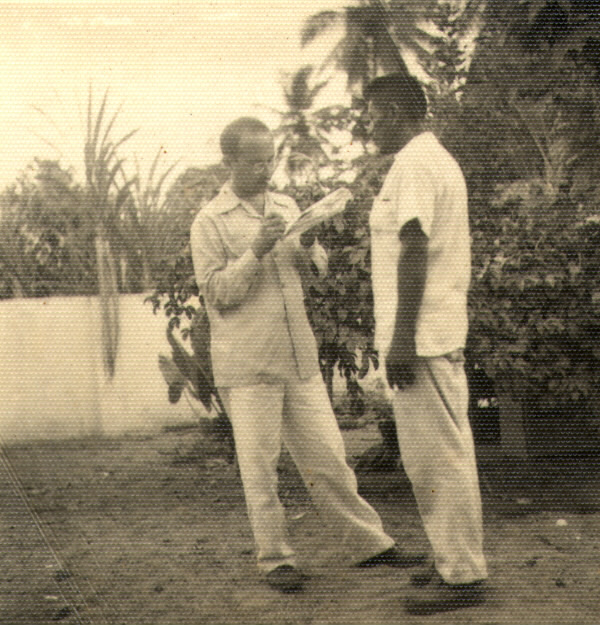
Geraldo Lapenda com o índio fulni-ô Lourenço (1952)

Além das teses defendidas nos concursos para Cátedra  – O Condicional no Sistema Verbal Latino (Cátedra de Latim do Instituto de Educação de Pernambuco, 1952) e Tendência do Latim ao Analitismo (Cátedra de Latim do Colégio Estadual de Pernambuco, 1957) –  e para a obtenção do grau de Doutor em Letras (Aspectos Fonéticos do Falar Nordestino, 1977), realizou pesquisa de campo, que empreendera desde 1953, normatizando a gramática da língua iatê (ou yatê), falada pelos índios fulniô, de Águas Belas (Yati-lyá, na língua fulniô), sertão de Pernambuco, publicando ao final o trabalho Estrutura da Língua Iatê (Ed. Universitária-UFPe, 1968), re-editado em 2005.
Foi um trabalho para o qual despendera quase dez anos de sua vida, sem que existisse qualquer estudo anterior sobre aquela língua para lhe servir de escopo e contando apenas com o auxílio de parcos e rudimentares equipamentos, o que não o impediu de concluir um trabalho pioneiro e de reconhecida qualidade no meio acadêmico nacional e internacional. Periodicamente, recebia em sua casa a visita dos índios, que muitas vezes o acompanhavam no seu dia-a-dia para um melhor domínio daquela língua.
Entre outros, foram publicados:
- História da Literatura Latina – apreciação da obra do Cônego Pedrosa (1948)
- Português Comercial – apreciação sobre o trabalho do Prof. Adauto Pontes (1952)
- Palestra e Ginásio (1953)
- Etimologia da Palavra "Tupã" [9] (1953)
- Morfologia Histórica do Italiano (1954)
- O Indo-europeu (1954)
- Nomes Compostos da Língua Grega (Faculdade de Filosofia de Pernambuco, 1954)
- Vocabulário e Gramática da Língua Iatê, em apêndice ao livro Etnologia Brasileira: fulniô, os últimos tapuias, do Prof. Estêvão Pinto, publicado dentro da coleção "Brasiliana" (vol. 285) da Editora Nacional (1956)
- Os Dialetos da Itália (1956)
- O Substantivo Italiano (1959)
- Processos Morfológicos e Mudanças Fonéticas (1977)
- Meios de Produção e Transmissão dos Sons da Fala na Linguagem Humana (1980)
- Universidade é Reunião de Valores (1980)
- Maracutaias?!… (1990)
- Quebra-cabeças (1990)
- Pseudo-etimologias (1990).

Ainda colaborou em outros trabalhos, realizando tradução de termos latinos e revisão de originais.

### Inéditos
Latim
- O Latim Aplicado à Linguagem Botânica

Linguística
- O Timbre das Vogais Médias no Falar Nordestino

Linguística Indígena
- Arte da Língua Kariri
- Partículas do Iatê
- Seis Cartas Tupis do Brasil Holandês
- Os Índios Xucurus: resquícios de uma língua
- Os Tupis-Guaranis e os Índios em Pernambuco

### Conferências e debates

#### Conferências
- O Papel do Aparelho Fonador na Emissão de Consoantes
- A Importância do Estudo da Entonação
- A Experiência na Pesquisa de Campo de uma Língua
- Palavras Gregas na Nomenclatura Médica, aula inaugural do curso de Mestrado em Anatomia Patológica da Universidade Federal de Pernambuco (1982)

#### Debates
- Seminário de Tropicologia da Fundação Joaquim Nabuco, em 1981 (O Ensaio de Interpretação Nacional nas Letras Atuais Luso-Brasileira e Hispânicas, apresentado pelo escritor José Guilherme Merquior)
- Fórum de Estudos e Debates da Universidade Federal de Pernambuco, em 1982 (A Atualidade de Virgílio, apresentado pelo Prof. José Lourenço de Lima)
- Universidade Hoje, programa da TV Universitária-UFPe, em 1990 (Língua e Cultura Nacional)

## Láureas
Em reconhecimento pelas suas atividades como educador e administrador, recebeu as seguintes homenagens:

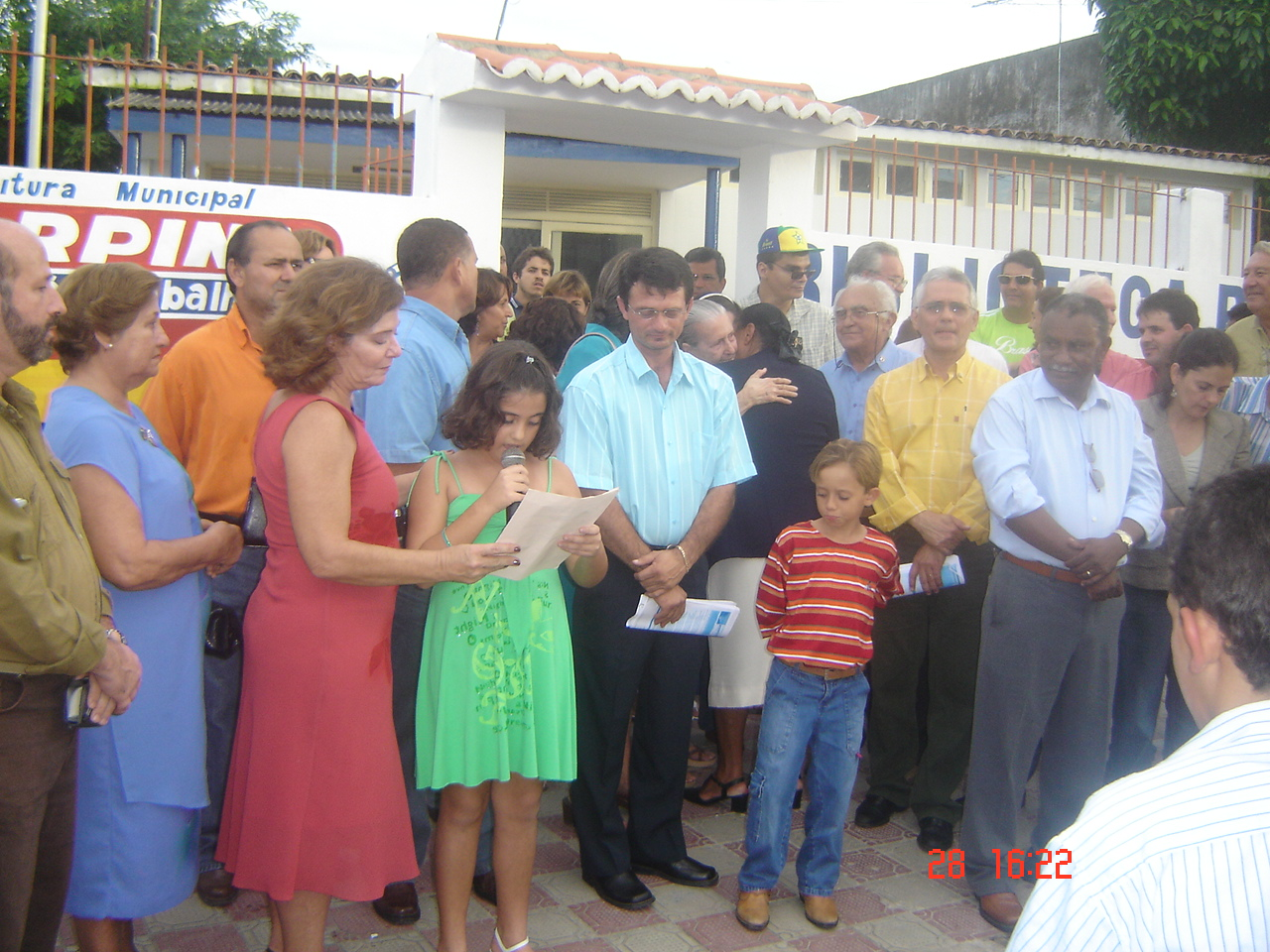
Cerimônia de inauguração da biblioteca pública municipal Geraldo Lapenda, em Carpina/PE, com discurso de agradecimento proferido por sua neta Nathália Lapenda

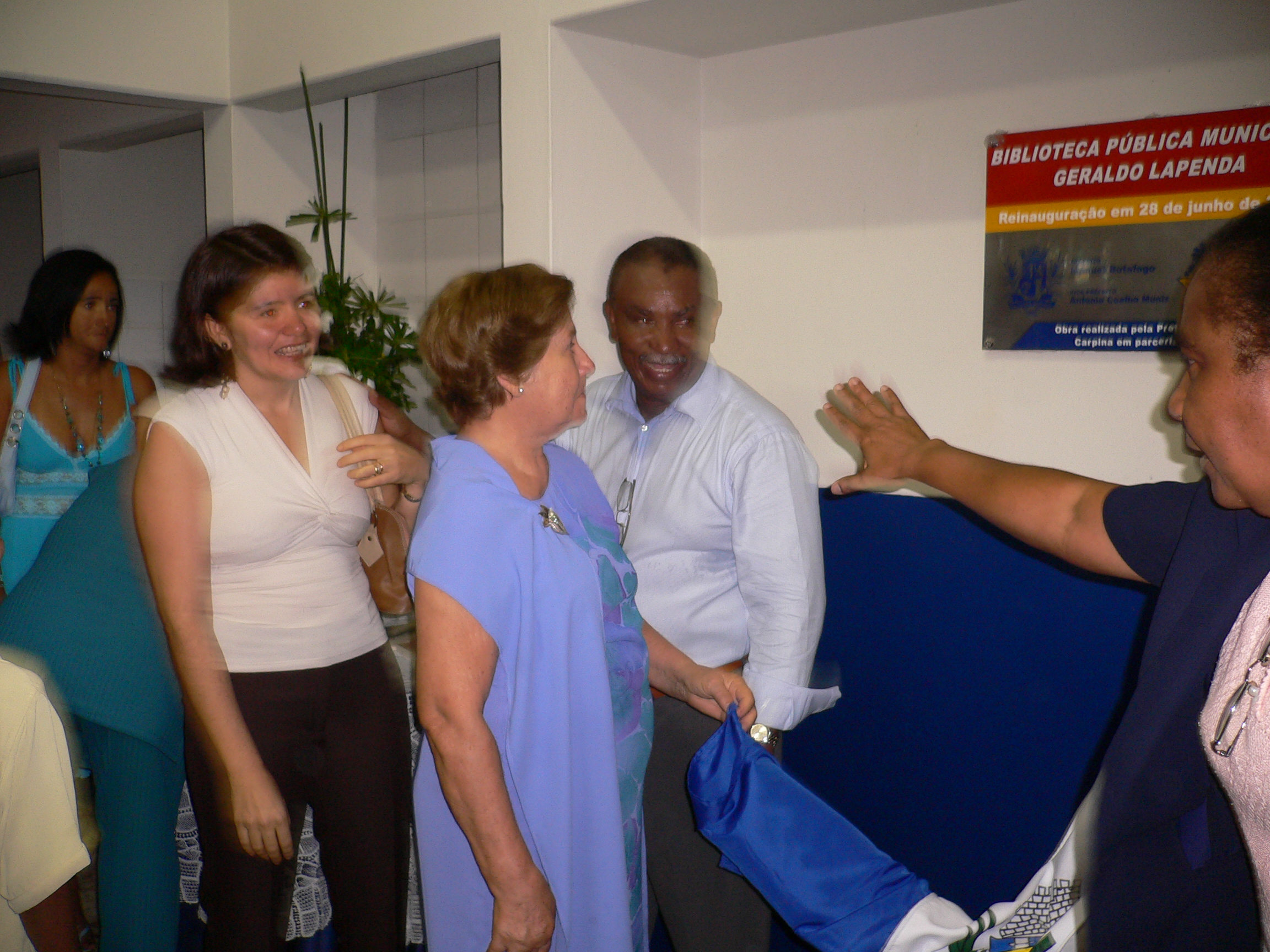
Placa alusiva à inauguração da biblioteca, em Carpina/PE, sob as vistas da viúva Clementina Lapenda e do prefeito Manoel Botafogo

- Moção de Congratulações da Academia Pernambucana de Letras (acadêmico Mauro Mota), por sua aprovação no concurso para a Cátedra de Latim do Instituto de Educação de Pernambuco (1957)
- Medalha do Sesquicentenário do Ginásio Pernambucano e Homenagem Especial da Turma do Sesquicentenário do Ginásio Pernambucano (1975)
- Medalha do Mérito Damas – 80 Anos, concedida pelo Colégio das Damas da Instrução Cristã (1976)
- Medalha do Mérito Educacional - classe ouro, concedida pelo Governo do Estado de Pernambuco, através do Ato nº 3.050, de 14 de outubro de 1978
- votos de louvor e de congratulações pela sua nomeação para o cargo de vice-reitor da Universidade Federal de Pernambuco do Conselho Estadual de Cultura (conselheiro Marcus Accioly), do Conselho Municipal de Cultura (conselheiro Lucilo Varejão Filho), da Câmara Municipal de Nazaré da Mata (vereador Inácio Manoel do Nascimento), da Câmara Municipal do Recife (vereador Rubem Gamboa), e do Conselho Estadual de Educação (conselheiro Aluísio de Andrade Pereira), (1980)
- Turma Geraldo Calábria Lapenda, do Curso de Letras da Universidade Federal de Pernambuco (1980)
- Membro Honorário do Grupo de Estudos Linguísticos do Sertão (1981)
- Homenageado Especial do "I Congresso de Prevenção em Saude Pública", da "XVI Semana de Profilaxia Periodontal do Recife" e do "IV Simpósio de Terapêutica Clínica e Nutrição" (1981)
- Voto de Congratulações do Conselho Estadual de Educação (conselheiro Aluísio de Andrade Pereira), pela publicação de "Universidade é Reunião de Valores" (discurso de posse no cargo de vice-reitor) (1981)
- Presidente de Honra do "I Encontro Nacional Acadêmico Médico Científico", promovido pela Sociedade de Iniciação Científica dos Monitores da Faculdade de Ciências Médicas de Pernambuco(1982)
- Título de Amigo de Pernambuco, concedido pelo Programa Companheiros das Américas – Comitê Pernambuco/Geórgia (1982)
- Medalha da Università di Studi di Venezia, concedida pelo reitor da Universidade de Veneza/Itália (1983)
- Título de Colaborador Emérito do 7º GAC, concedido pelo Comando do 7º Grupo de Artilharia de Campanha (1983)
- Título de Colaborador Emérito do Exército Brasileiro, concedido pelo Comando do IV Exército (1983)
- Medalha da Fundarpe – Ano 10 (1983)
- Homenageado Especial do "II Congresso de Prevenção em Saude Pública", da "XVIII Semana de Profilaxia Periodontal do Recife" e do "VI Simpósio de Terapêutica Clínica e Nutrição" (1983)
- Voto de Agradecimento do Conselho de Administração da Universidade Federal de Pernambuco (conselheiro Antônio Carlos Palhares Moreira Reis), e Moção de Reconhecimento do Conselho Departamental do Centro de Ciências da Saúde da Universidade Federal de Pernambuco, (conselheiro Fernando José Costa de Aguiar), pela maneira como exerceu interinamente o cargo de reitor da Universidade Federal de Pernambuco (1983)
- Título de Irmão da Santa Casa de Misericórdia do Recife, depois de solucionados os entraves entre a Santa Casa de Misericórdia do Recife e a Universidade Federal de Pernambuco (1983)
- I Campeonato Pernambucano Universitário de Judô Professor Geraldo Lapenda, promovido pela Federação Acadêmica Pernambucana de Esportes (1983)
- Medalha da Ben-Gurion University of the Negev, concedida pelo reitor da Universidade Ben-Gurion do Negev/Israel (1983)
- Medalha da Universidade Federal de Pernambuco - classe ouro, Medalha Marquês de Olinda do Mérito Universitário – classe ouro e Medalha Reitor Joaquim Amazonas, concedidas pela Universidade Federal de Pernambuco (1983)
- Patrono, Paraninfo e Homenagem Especial em diversas turmas do Curso de Letras da Universidade Federal de Pernambuco e da Faculdade de Filosofia do Recife (FAFIRE).
- Biblioteca Pública Municipal Geraldo Lapenda, em Carpina/PE, inaugurada em 28 de junho de 2006